# Kotera
Il Kotera (in russo Котера?) è un fiume della Russia siberiana orientale, tributario di sinistra dell'Angara Superiore. Scorre nel Severo-Bajkal'skij rajon della Buriazia.
La lunghezza del fiume è di 244 km, l'area del bacino di 7 370 km². Sfocia nell'Angara Superiore a 132 km dalla foce.